# نیکولاس پنتای
نیکولاس پنتای (انگلیسی: Nicolas Penneteau؛ زادهٔ ۲۰ فوریهٔ ۱۹۸۱) بازیکن فوتبال اهل فرانسه است.
از باشگاه‌هایی که در آن بازی کرده‌است می‌توان به باشگاه فوتبال والنسین، باشگاه فوتبال باستیا، باشگاه فوتبال رویال شارلوا، و تیم ملی فوتبال زیر ۲۱ سال فرانسه اشاره کرد.